# Октоніон
Октоніо́н, окта́ва (число Келі) — гіперкомплексне число розмірності вісім. Октоніони були вивчені 1843 року ірландським математиком Джоном Ґрейвзом і, незалежно, через два роки Артуром Келі. На честь останнього октоніони доволі часто називають числами Келі.
Можуть бути отримані з кватерніонів за допомогою процедури подвоєння Келі-Діксона. 
Кожен октоніон x може бути записаним у формі лінійної комбінації базових елементів {\displaystyle \ \{1,i,j,k,l,il,jl,kl\}} із дійсними коефіцієнтами:
{\displaystyle x=x_{0}+x_{1}\,i+x_{2}\,j+x_{3}\,k+x_{4}\,l+x_{5}\,il+x_{6}\,jl+x_{7}\,kl.}
Таблиця множення базових елементів :
| 1  | i   | j   | k   | l  | il  | jl  | kl  |
| -- | --- | --- | --- | -- | --- | --- | --- |
| i  | −1  | k   | −j  | il | −l  | −kl | jl  |
| j  | −k  | −1  | i   | jl | kl  | −l  | −il |
| k  | j   | −i  | −1  | kl | −jl | il  | −l  |
| l  | −il | −jl | −kl | −1 | i   | j   | k   |
| il | l   | −kl | jl  | −i | −1  | −k  | j   |
| jl | kl  | l   | −il | −j | k   | −1  | −i  |
| kl | −jl | il  | l   | −k | −j  | i   | −1  |

Алгебра октоніонів (алгебра Келі) є 8-вимірною неасоціативною, некомутативною алгеброю над полем дійсних чисел. Алгебру Келі зазвичай позначають {\displaystyle \mathbb {O} } (аналогічно системі раціональних чисел {\displaystyle \mathbb {Q} }, системі дійсних чисел {\displaystyle \mathbb {R} }, системі комплексних чисел {\displaystyle \mathbb {C} } та системі кватерніонів {\displaystyle \mathbb {H} }) Кожна з цих алгебр є розширенням попередньої: 
За теоремою Фробеніуса, алгебра Келі є єдиною 8-вимірною дійсною альтернативною алгеброю без дільників нуля.

## Деякі визначення та властивості
Спряженим до октіона {\displaystyle \ x} є октіон
{\displaystyle x^{*}=x_{0}-x_{1}\,i-x_{2}\,j-x_{3}\,k-x_{4}\,l-x_{5}\,il-x_{6}\,jl-x_{7}\,kl.}
Виконується рівність {\displaystyle \ (xy)^{*}=y^{*}x^{*}}.
Норма октоніона {\displaystyle x} за визначенням дорівнює:
{\displaystyle \|x\|={\sqrt {x^{*}x}}.}
Квадратний корінь існує, оскільки {\displaystyle x^{*}x=xx^{*}} завжди є невід'ємним дійсним числом:
{\displaystyle \|x\|^{2}=x^{*}x=x_{0}^{2}+x_{1}^{2}+x_{2}^{2}+x_{3}^{2}+x_{4}^{2}+x_{5}^{2}+x_{6}^{2}+x_{7}^{2}.}
З існування норми на {\displaystyle \mathbb {O} } випливає існування оберненого елемента для всіх ненульових октоніонів. 
Оберненим до {\displaystyle \ x\neq 0} є:
{\displaystyle x^{-1}={\frac {x^{*}}{\|x\|^{2}}}.}
Виконуються рівності: {\displaystyle xx^{-1}=x^{-1}x=1.}